# Alfred Strzygowski
Alfred Zenon Mieczysław Strzygowski (ur. 18 grudnia 1898 w Stanisławowie, zm. 15 grudnia 1968 w Londynie) – rotmistrz kawalerii Wojska Polskiego II RP, później podpułkownik.

## Życiorys
Urodził się 18 grudnia 1898 w Stanisławowie, w rodzinie Aleksandra Konstantego. U kresu I wojny światowej w listopadzie 1918 brał udział w obronie Lwowa w trakcie wojny polsko-ukraińskiej. W Wojsku Polskim został awansowany do stopnia porucznika piechoty ze starszeństwem z dniem 1 stycznia 1925. W latach 20. i 30. był oficerem 10 pułku strzelców konnych w Łańcucie. W latach 30. został awansowany na stopień rotmistrza kawalerii. Według stanu z marca 1939 pełnił funkcję oficera mobilizacyjnego w 8 pułku ułanów.
Po wybuchu II wojny światowej i kampanii wrześniowej 1939 został oficerem Wojska Polskiego we Francji. W 1940 był adiutantem dowódcy 1 oddziału rozpoznawczego im. Księcia Józefa Poniatowskiego.
Po wojnie przebywał na emigracji w Wielkiej Brytanii. Był kolekcjonerem pamiątek związanych ze Lwowem. Do końca życia pozostawał w stopniu podpułkownika rezerwy. Zmarł 15 grudnia 1968 w Londynie.

## Ordery i odznaczenia
- Krzyż Niepodległości (9 listopada 1931)[9]
- Krzyż Walecznych (trzykrotnie)[10]
- Srebrny Krzyż Zasługi (22 maja 1939)[11]
- Krzyż Wojenny (Francja)[10]
- Medal 10 Rocznicy Wojny Niepodległościowej (Łotwa)[12]